# Jim Nabors

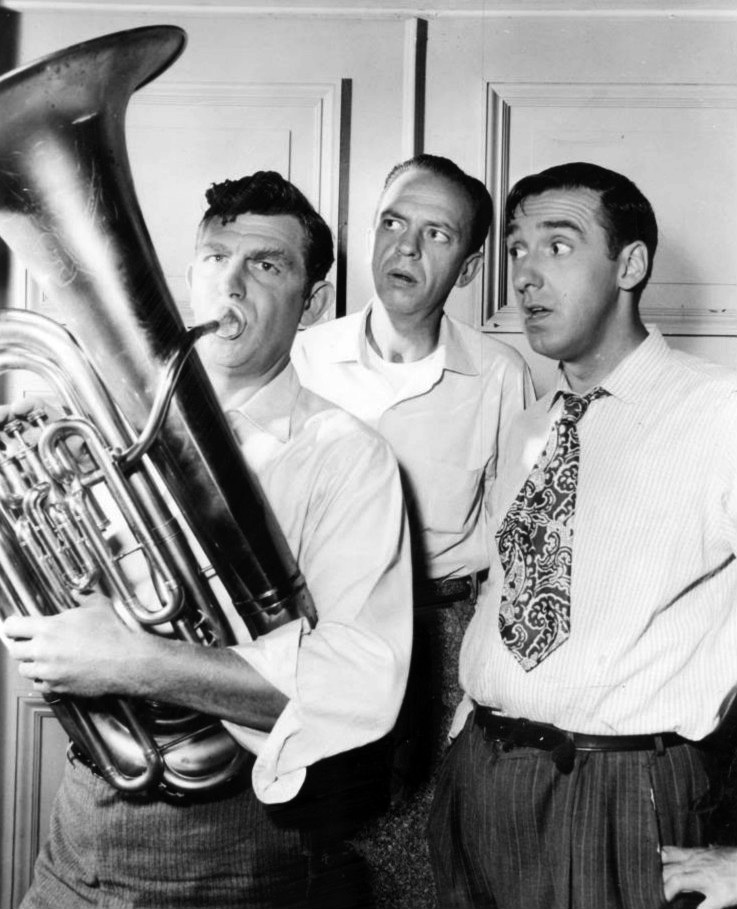
Andy Griffith, Don Knotts en Jim Nabors in de The Andy Griffith Show (1963).

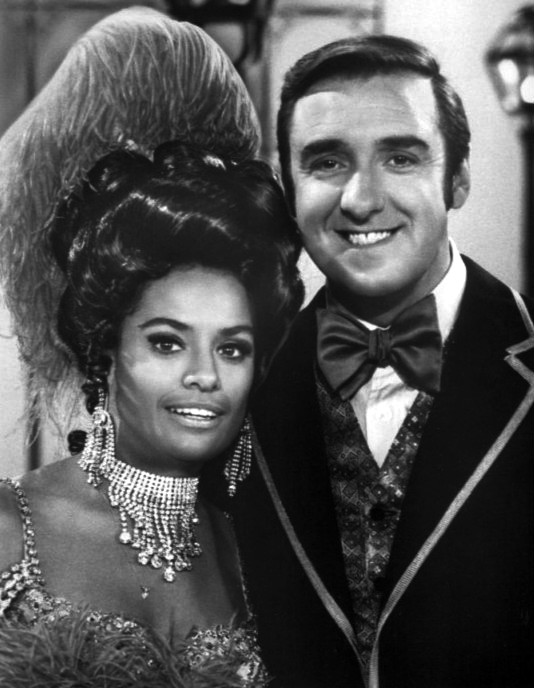
Barbara McNair en Jim Nabors in het tv-programma The Jim Nabors Hour (1970).

James Thurston "Jim" Nabors (Sylacauga, 12 juni 1930 – Hawaï, 30 november 2017) was een Amerikaans acteur, zanger en komiek. Hij is het best bekend om zijn rol van Gomer Pyle uit twee succesvolle sitcoms uit de jaren zestig; The Andy Griffith Show en de spin-off Gomer Pyle, U.S.M.C.. Als zanger nam hij 28 albums op en ontelbare singles. Hij kreeg vijf gouden platen en één platina plaat.

## Biografie
Jim Nabors studeerde aan de universiteit van Alabama. Ondanks zijn hoge stem in de rol van Gomer Pyle had hij een bariton zangstem en verbaasde iedereen hiermee toen hij begon te zingen.
Nabors was ook een populaire gast in variété shows op de televisie in de jaren 60 en 70. Hij had zelf ook twee eigen shows, The Jim Nabors Hour uit 1969 en The Jim Nabors Show uit 1978. Hij maakte ook een gastoptreden in The Muppet Show. Hij was ook te gast in de allereerste aflevering van The Carol Burnett Show en werd gedurende elf jaar steeds opnieuw gevraagd voor de eerste seizoensaflevering door Carol Burnett, met wie hij goed bevriend was. Beiden hadden ook vakantiehuisjes in Hawaï.
In de jaren tachtig speelde hij mee in enkele films van Burt Reynolds. Van 1997 tot 2006 trad hij op in de show "A Merry Christmas with Friends and Nabors" die elk jaar in Hawaï plaatsvond.
Na enkele jaren met gezondheidsproblemen onderging Nabors in 1994 een levertransplantatie. Hij trad nog af en toe op maar verkoos toch zijn plantage in Hawaï, waar hij tropische bloemen kweekte.
Hij kreeg een ster op de Hollywood Walk of Fame in 1991 en werd in 2001 opgenomen in de Alabama Music Hall of Fame. Jim Nabors overleed in 2017 op 87-jarige leeftijd in zijn woning in Hawaï.

## Discografie

### Albums
- Shazam
- Jim Nabors Sings
- By Request
- The Things I Love
- Jim Nabors Christmas Album. Gold
- Kiss Me Goodbye
- Jim Nabors Sings The Lord's Prayer Gold
- Galveston
- The Jim Nabors Hour
- Everything is Beautiful
- Somewhere My Love
- Jim Nabors, For The Good Times
- How Great Thou Art
- Help Me Make It Through The Night
- Jim Nabors / The Way Of Love
- The Man of La Mancha
- Jim Nabors / The Twelfth of Never
- Old Time Religion
- Jim Nabors Sings Love Me With All Your Heart Gold
- Christmas Again
- The Heart Touching Magic Of Jim Nabors Platinum
- 16 Most Requested Songs
- Best Of Jim Nabors
- Precious Memories
- Songs Of Inspiration
- Christmas With Jim Nabors
- Magic Moods
- Favorite Hymns
- Hymns and Country
- Sincerely / Town And Country
- Oh Boy, More Christmas Songs
- The Country Side Of Jim Nabors
- The Golden Voice Of Jim Nabors
- When He Spoke

### Singles
- God Bless America
- I'll Begin Again / Louisiana Lady
- Love Me With All Your Heart
- Tomorrow Never Comes / It's My Life
- I Was A King At Jesus' Birth/O Holy Night
- It's My Life / Young Hearts, Young Hands
- Impossible Dream / Time After Time
- I Must Have Been Out Of My Mind / To Give
- White Christmas / In A Humble Place
- You Know You Don't Want Me / It Hurts To Say Goodbye
- You're Gonna Hear From Me
- Love Me With All Your Heart / Rock a Bye Baby With A Dixie Melody
- You Don't Have To Say You Love Me
- Shazam / Old Blue
- The End (At the End of the Rainbow) / It Won't Hurt To Try Again